# فرانتیشک چرماک
فرانتیشِک چِرماک (به چکی: František Čermák) (زادهٔ ۱۴ نوامبر ۱۹۷۶) یک تنیسباز اهل جمهوری چک است.